# Laguna Achiote
A Laguna Achiote é um lago localizado na Guatemala. Localiza-se no departamento de Suchitepéquez, município de Cuyotenango.